# Халес, Мохаммад Юнус

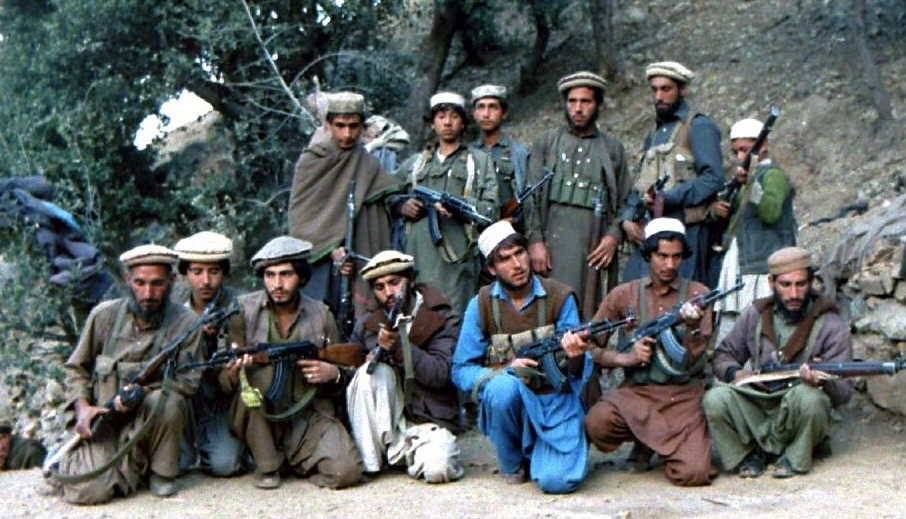
Моджахеды, лояльные Юнусу Халесу. Октябрь 1987 года.

Мавлави Мохаммад Юнус Халес (пушту محمد يونس خالص‎; 1919 — 19 июля 2006) — один из лидеров афганских моджахедов в борьбе против советских войск в Афганистане, один из наиболее крупных полевых командиров, командовавший силами моджахедов в восточных и юго-восточных провинциях (вилаятах) Афганистана, лидер одной из партий вооружённой афганской оппозиции «Исламская партия Афганистана Юнуса Халеса» в период Афганской войны (1979—1989).
«…Халис был бескомпромиссным фундаменталистом. Он является автором трактата 1991 года „Призыв о поддержке священной войны в Судане“…». После падения просоветского правительства в 1992 году его силы управляли провинцией Нангархар в восточном Афганистане.

## Биография
Мохаммад Юнус Халес родился в 1919 году в уезде (Хугъяни) провинции Нангархар Афганистана, происходит из пуштунского племени Хугъяни (Кхогьяни). Получивший образование в мусульманском праве и богословии, Халес имел консервативный взгляд на развитие исламского общества в Афганистане, став значительной фигурой в его современной истории.
Халес был проницательным политиком, который негласно владел значительной властью во время одного из самых бурных периодов афганской истории. Иногда его называли «Крёстным отцом» Нангархара.
После ниспровержения Захир-Шаха Мохаммадом Даудом в 1973 году Халес бежал в Пакистан и присоединился к Исламской партии Хекматияра. После советского вторжения в Афганистан Халес порвал с Хекматияром и основал свою собственную, более умеренную партию с тем же названием.
В Афганистан Халес возвращался несколько раз, в том числе, чтобы объединить свои силы в ведении войны против Советской армии и её местных ставленников. Многие командиры моджахедов, включая Абдул Хака, Амина Вардака и Джалалуддина Хаккани находились, по сути, в подчинении Халеса.
Халес был единственным из лидеров оппозиции, кто принимал непосредственное участие в боевых действиях. В 1985 (три месяца) являлся формальным председателем «Альянса семи» или «Пешаварской семёрки» (координационного совета моджахедов, созданного в Пакистане).
После падения коммунистического режима в 1992 году Халес участвовал в «Исламском Временном правительстве», был членом «Совета по Лидерству», но не занимал никакого другого официального поста. Вместо того, чтобы переехать в Кабул, он хотел остаться в Нангархаре.
Его партия управляла этой важной с политической точки зрения и стратегически важной областью. Халес спокойно и благосклонно относился к движению «Талибан».
С конца 1990-х гг. Халес проживал в Пакистане.
После падения власти движения «Талибан» его сторонники вернули под контроль свой форпост в Джелалабаде, где Халес имел значительное влияние, хотя он не занимал официальный пост.
По заявлению своего сына, Анвара аль-Хака Моджэхеда, Халес умер 19 июля 2006 года.